# Morning Studios
I Morning Studios sono stati degli studi di registrazione situati a Milano, in via Quintiliano 40, presso la sede della casa discografica CGD.

## Storia dei Morning Studios
Dopo la chiusura degli studi Stone Castle Studios di Carimate, acquistati nel 1983, uno dei suoi fondatori - il musicista Red Canzian dei Pooh - assieme ad altri soci decise di trasferire l'attività a Milano; per l'occasione acquistò - nel 1986 - le strumentazioni degli ex studi di registrazione della Compagnia Generale del Disco, affittandone gli spazi. L'azienda milanese, che aveva già affittato i propri laboratori a terzi (negli uffici al primo piano del plesso si erano insediati i Logic Studios dei La Bionda) stava, in quel periodo, esternalizzando molte delle proprie fasi produttive ed affittando i propri ambienti inutilizzati.
La nuova realtà venne chiamata Morning Studios, e si dotò di apparecchiature - per l'epoca - all'avanguardia; al pari degli altri studi professionali dell'epoca, era in grado di produrre master per i formati LP, CD e audiocassetta.
Vi furono registrati e mixati moltissime parti di dischi pubblicati e distribuiti poi sia dalla stessa CGD che da altre etichette. Gli studi - rimasti fra le ultime unità operative nell'immobile di via Quintiliano - sono stati lasciati, cessando definitivamente ogni attività, nel 1998.

### Curiosità
A prescindere dalle ristampe di dischi, capita che alcuni dischi pubblicati successivamente al 1998 - quali l'All the Best di Zucchero Fornaciari - risultino registrati ai Morning Studios. Tali apparenti incongruenze si spiegano in vari modi. A volte si tratta di album parzialmente registrati nell'ultimo periodo di attività e successivamente completati altrove e pubblicati; in alcuni casi si tratta di singoli rimasti inediti ed inseriti a distanza di tempo anche in nuove versioni di album precedenti, nonché di ripubblicazioni di "Greatest Hits" contenenti anche canzoni all'epoca registrate negli studi milanesi.

## Alcuni dei dischi realizzati nei Morning Studios
- Mondi lontanissimi di Franco Battiato - EMI (1986)
- Difesa francese di Enrico Ruggeri - CGD (1986)
- Si può dare di più di Gianni Morandi - CGD (1987)
- Fra la via Emilia e il West di Francesco Guccini - EMI (1987)
- Il colore dei pensieri di Pooh - CGD (1987)
- Invisibile di Umberto Tozzi - CGD (1987)
- Tutti i brividi del mondo di Anna Oxa - CBS (1989)
- Red Corner di Matia Bazar - Wea (1989)
- Musica è di Eros Ramazzotti - DDD (1988)
- Uomini soli di Pooh - CGD (1990)
- Malinconoia di Marco Masini (1991)
- Cocciante di Riccardo Cocciante - Virgin Music (1991)
- Gente comune di Fiorella Mannoia - Harpo (1994)
- Cari amori miei di Gianni Togni - CGD[ (1996)
- La mia risposta di Laura Pausini - CGD (1998)
- Cannibali di Raf - CGD (1993)
- All the Best di Zucchero Fornaciari - Polydor (2007)